# Ятрофобия
Ятрофобия (от др.-греч. ἰατρός — «врач» и φόβος — «страх») — фобия, навязчивый, выходящий за обычные рамки, страх перед врачами или медицинским персоналом, а также теми, кто носит врачебную форму (стоматологи, фармацевты, акушеры, медсёстры). Люди, страдающие этой фобией, не посещают врачей, а в тяжёлых случаях — отказываются сдавать кровь на анализ, мерить давление или принимать лекарственные средства (в таком случае, возможно появление ещё одной фобии — хемофобии, которая характеризуется страхом принять любое синтетическое химическое средство).

## Причины
Как и любая фобия, ятрофобия обычно является результатом когда-либо имевших место чрезвычайных по силе негативных эмоций, связанных с объектом фобии — врачом. Это может быть следствием как собственного негативного опыта общения индивида с врачами, затронувших индивида врачебных ошибок, так и следствием газетных публикаций, слухов и т. д. Иногда ею страдают сами врачи, насмотревшись на работе на беспечных и безразличных коллег.

## Лечение
Из-за самой природы страха лечение этой фобии очень осложнено. В наиболее серьезных случаях пациент отвергает любое вмешательство со стороны медицинских работников, даже психолога страдающий этой фобией идентифицирует как «доктора», поэтому на собственное согласие пациента принимать фармокологические средства рассчитывать не нужно.